# Halowe Mistrzostwa Europy w Lekkoatletyce 1984 – pchnięcie kulą mężczyzn
Pchnięcie kulą mężczyzn – jedna z konkurencji technicznych rozgrywanych podczas halowych lekkoatletycznych mistrzostw Europy w  hali Scandinavium w Göteborgu. Rozegrano od razu finał 4 marca 1984. Zwyciężył reprezentant Związku Radzieckiego Jānis Bojārs, który tym samym obronił tytuł zdobyty na poprzednich mistrzostwach.

## Rezultaty
Rozegrano od razu finał, w którym wzięło udział 14 miotaczy.

Opracowano na podstawie materiału źródłowego.
| Poz. | Zawodnik          | Reprezentacja  | Próby | Próby | Próby | Próby | Próby | Próby | Wynik |
| Poz. | Zawodnik          | Reprezentacja  | 1     | 2     | 3     | 4     | 5     | 6     | Wynik |
| ---- | ----------------- | -------------- | ----- | ----- | ----- | ----- | ----- | ----- | ----- |
| 01 ! | Jānis Bojārs      | ZSRR           | 20,20 | 20,84 | x     | 20,15 | 20,39 | x     | 20,84 |
| 02 ! | Werner Günthör    | Szwajcaria     | 19,16 | 19,65 | 20,04 | x     | 20,33 | x     | 20,33 |
| 03 ! | Alessandro Andrei | Włochy         | 19,81 | 19,97 | 19,99 | 19,72 | 19,32 | 20,32 | 20,32 |
| 4.   | Remigius Machura  | Czechosłowacja | 19,04 | x     | 19,39 | x     | 19,37 | 20,11 | 20,11 |
| 5.   | Josef Kubeš       | Czechosłowacja | 19,64 | 19,45 | 19,86 | x     | 20,01 | 19,99 | 20,01 |
| 6.   | Jovan Lazarević   | Jugosławia     | 19,18 | 19,09 | 19,66 | 19,45 | 19.59 | 20,01 | 20,01 |
| 7.   | Janusz Gassowski  | Polska         | 18,99 | 19,78 | 19,94 | x     | 19,99 | 19,42 | 19,99 |
| 8.   | Helmut Krieger    | Polska         | 19,19 | x     | 19,76 | 19,63 | 19,36 | 19,51 | 19,76 |
| 9.   | Ivan Ivančić      | Jugosławia     | 19,34 |       | 19,10 |       |       |       | 19,34 |
| 10.  | Georgi Todorow    | Bułgaria       | 18,94 | x     | x     |       |       |       | 18,94 |
| 11.  | Yngve Wahlander   | Szwecja        | 17,83 | 18,73 | x     |       |       |       | 18,73 |
| 12.  | Anders Jönsson    | Szwecja        | x     | 18,26 | 18,50 |       |       |       | 18,50 |
| 13.  | Karel Šula        | Czechosłowacja | 17,67 | 17,85 | 17,83 |       |       |       | 17,85 |
| 13.  | Jan Sagedal       | Norwegia       | 17,01 | x     | 17,08 |       |       |       | 17,09 |